# ホンダ・エレメント
エレメント（ELEMENT）は、本田技研工業がかつて生産・販売していたSUVである。

## 概要
2001年の北米国際自動車ショーで発表されたコンセプトカー「モデル X」の市販モデルで、「ジェネレーションY」と呼ばれる当時の若い世代向けの車として企画された。本田技研工業のアメリカ合衆国現地法人であるHonda R&D Americas, Inc.（HRA，所在地：カリフォルニア州）でデザインされ、Honda of America Mfg., Inc. (HAM) のイーストリバティ工場（所在地：オハイオ州）にて生産されていた。地上高が高く、かつ室内スペースも広くとったSUVとミニバンの折衷のようなクロスオーバービークルである。バンパーやフェンダー、サイドシルにはクラディングと呼ばれる無塗装の樹脂素材を使用し、シートやフロアなどの内装には防水処理が施してある。
デザインはビーチにあるライフセーバーが詰めるライフガード・ステーションをキーコンセプトとしており、車の全長は10フィートのサーフボードを積めることを条件として決定された。ベースとなったCR-Vとは異なる、側面の観音開きドアをスタイルの大きな特徴とする。後席のドアは「サイドアクセスゲート」「サイドカーゴドア」と呼ばれ、法律の制約から前席のドアを先に開かないと開かないようになっている。このほか、衝突安全性を確保するためドアがピラー並みに強化され、後席ドアのヒンジは前部ドアの3倍の大きさの鋳造品が採用されていたり、側面衝突時にドアが移動しないようサイドシルに引っかかるフックが設けていたりなどの工夫が取られている。
アメリカでは2002年12月に販売が開始され、個性的なコンセプトやポップなデザインと使い勝手の良さが評価された。結果、最終モデルである2011年モデルまでの比較的長い間、販売されていた。エンジンはK24A型 のみで、駆動方式をFFと4WD、トランスミッションは5速マニュアル、4速AT、5速ATが設定されていた。
日本においては2003年4月から2005年12月までベルノ店で輸入販売されたが、アメリカとは対照的に、観音開きドアと、安っぽく見えるデザインがあまり支持を得られず、2年少々で輸入販売は打ち切られた。日本仕様では駆動方式が4WDでトランスミッションが4速ATのみである。
生産台数は32万2000台以上。

## 初代 YH2型（2002-2011年）

### 北米モデル
北米モデルにはFF及びMTも存在し、リアシートの上に手動のサンルーフが装備されているモデルも存在した。
2006年モデルではエクステリアの樹脂部分を全塗装した「EX-P」モデルが登場した。
2007年にはドライブ・バイ・ワイヤの採用などにより166PSに改良され、5速ATの採用や、フロント周りやカラーリング、内装の変更がされている。また、18インチアルミホイールや、ローダウン化、専用の外装と内装等を採用した新しいグレードの「Element SC」が追加された。
2009年にはフロントグリル、フードライン、バンパー、前後ライト部などエクステリアデザインが大きく変更された。
2010年12月、ホンダのアメリカ法人は「2011年モデルをもってエレメントの生産を終了する」と発表した。

#### Dog-Friendlyコンセプト
2007年にDogcars.comによる初のドッグカーオブザイヤーを受賞するなど、エレメントは愛犬家からの評価が高かった。これを受け2009年北米国際自動車ショーにて、愛犬家のための特別仕様であるDog-Friendlyコンセプトを発表し、2009年秋に発売されることとなった。
荷室には全体にペットペッドが備わり、ネットによる囲いが装備される。リアシートにも固定ベルト付きネットクレートが用意された。これらのペットリストレイントシステムはタカタが手掛けている。荷台に乗るための伸縮傾斜台も用意された。他にはリアシートの送風ファン、肉球デザインのシートカバー、骨デザインのオールシーズン仕様のラバーマット、水がこぼれにくい水入れを装備。エクステリアではリアとサイドに専用エンブレムが付いた。

### 日本向けモデル
2003年4月16日に発表し、2日後の4月18日に発売開始。形式はUA-YH2。
2005年6月9日、諸変更がおこなわれた。サイドシルガーニッシュとカウルトップの形状を変更やエキゾーストパイプフィニッシャーを追加する事により外観を一部変更し、運転席シートベルト締め忘れ警告ブザーを採用した。また、ボディカラー「ショアラインベージュ・メタリック」が廃止された。形式はCBA-YH2に変更された。
2005年12月、販売終了。

## 搭載エンジン
K24A型
- エンジン種類：水冷直列4気筒横置き
- 弁機構： DOHCチェーン駆動 吸気2 排気2 i-VTEC
- 排気量：2,354cc
- 内径×行程：87.0mm×99.0mm
- 最高出力：160PS/5,500rpm
- 最大トルク：22.2kgf·m/4,500rpm
- 燃料供給装置形式：電子制御燃料噴射式（PGM-FI）
- 使用燃料種類：無鉛レギュラーガソリン
- 燃料タンク容量：60L

## 車名の由来
- 英語で成分、要素を意味する。